# Мемориальный сквер (Казань)
Мемориальный сквер — некрополь при Арском кладбище в Казани, столице Республики Татарстан, предназначенный для погребения «выдающихся деятелей, внёсших значительный вклад в развитие Татарстана, и увековечивания их памяти».

## История
О создании мемориального сквера в центре Казани стало известно из распоряжения Кабинета министров Республики Татарстан от 14 августа 2018 года, которое, однако, не было официально опубликовано. Официальными лицами отмечалось, что мемориальный сквер разместится на улице Николая Ершова вдоль южного ограждения Арского кладбища и будет «отдельным объектом», предназначенным для погребения «выдающихся деятелей, внёсших значительный вклад в развитие Татарстана, и увековечивания их памяти». Создание специального кладбища для «элиты» вызвало значительный резонанс и возмущение у жителей Казани, тем более, что по такому важному вопросу городской администрацией не было объявлено никаких общественных слушаний.

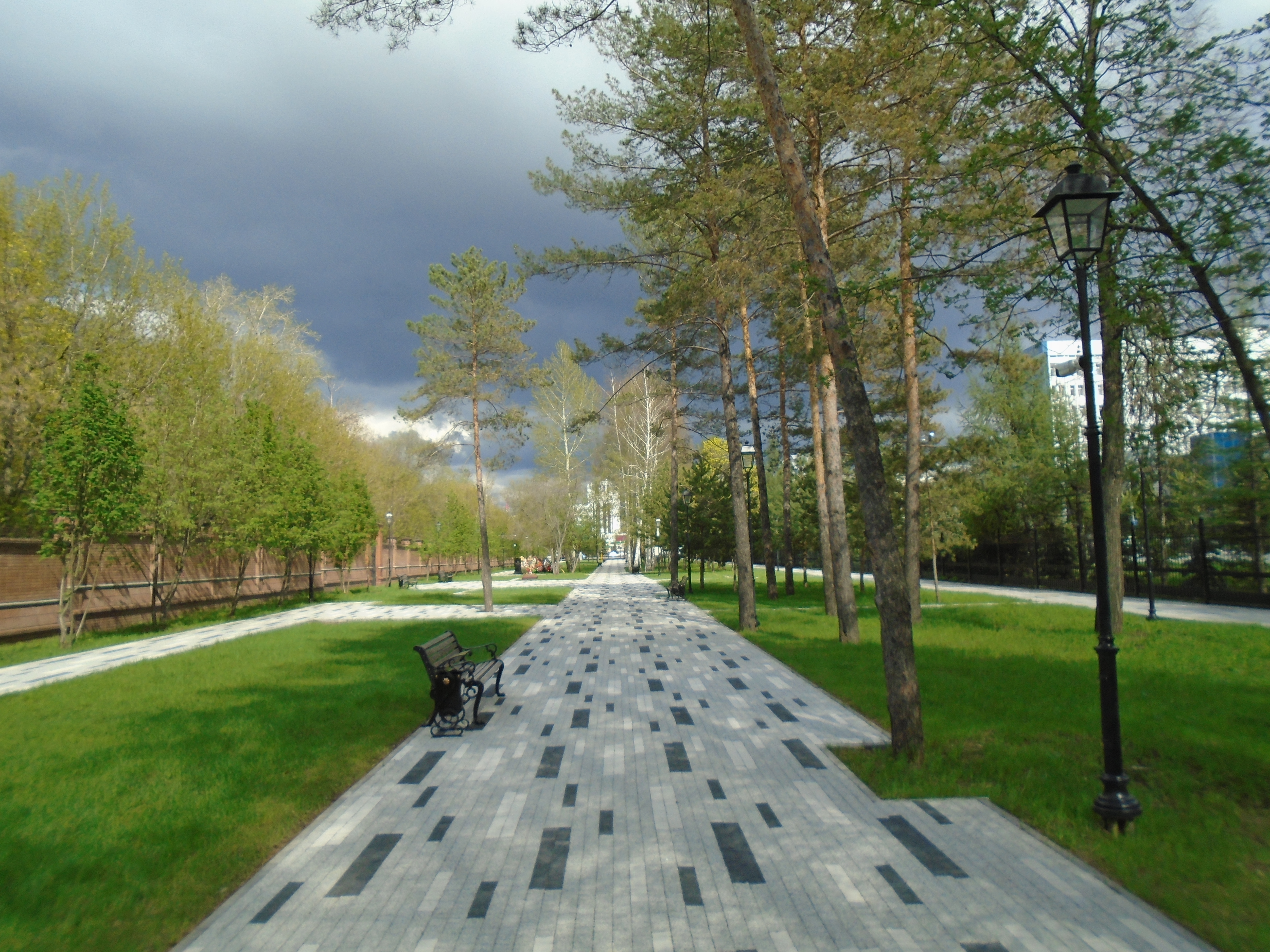
Мемориальный сквер

Как указывали в администрации президента Татарстана, «необходимость создания такого мемориального комплекса назрела давно», тогда как «некоторые интерпретировали, что там будут хоронить только каких-то высокопоставленных руководителей, политиков, но это неверно», потому что «выдающиеся деятели — это в том числе известные драматурги, артисты, популярные далеко за пределами республики». Одновременно было заявлено о том, что «планируется использовать опыт зарубежных стран» в части создания специальной регламентной комиссии, которая «определяет критерии, как бы это кощунственно ни звучало, кто может быть захоронен в таких местах», однако разъяснений о том, кто и как будет определять степень «выдающести», на тот момент не поступило. Тем не менее, в среде общественников предположили, что на самом деле «там будут лежать тещи, свекрови, братья, сестры и прочие любовницы» стареющей элиты, которая путём создания такого сквера готовит место и для собственных похорон. 

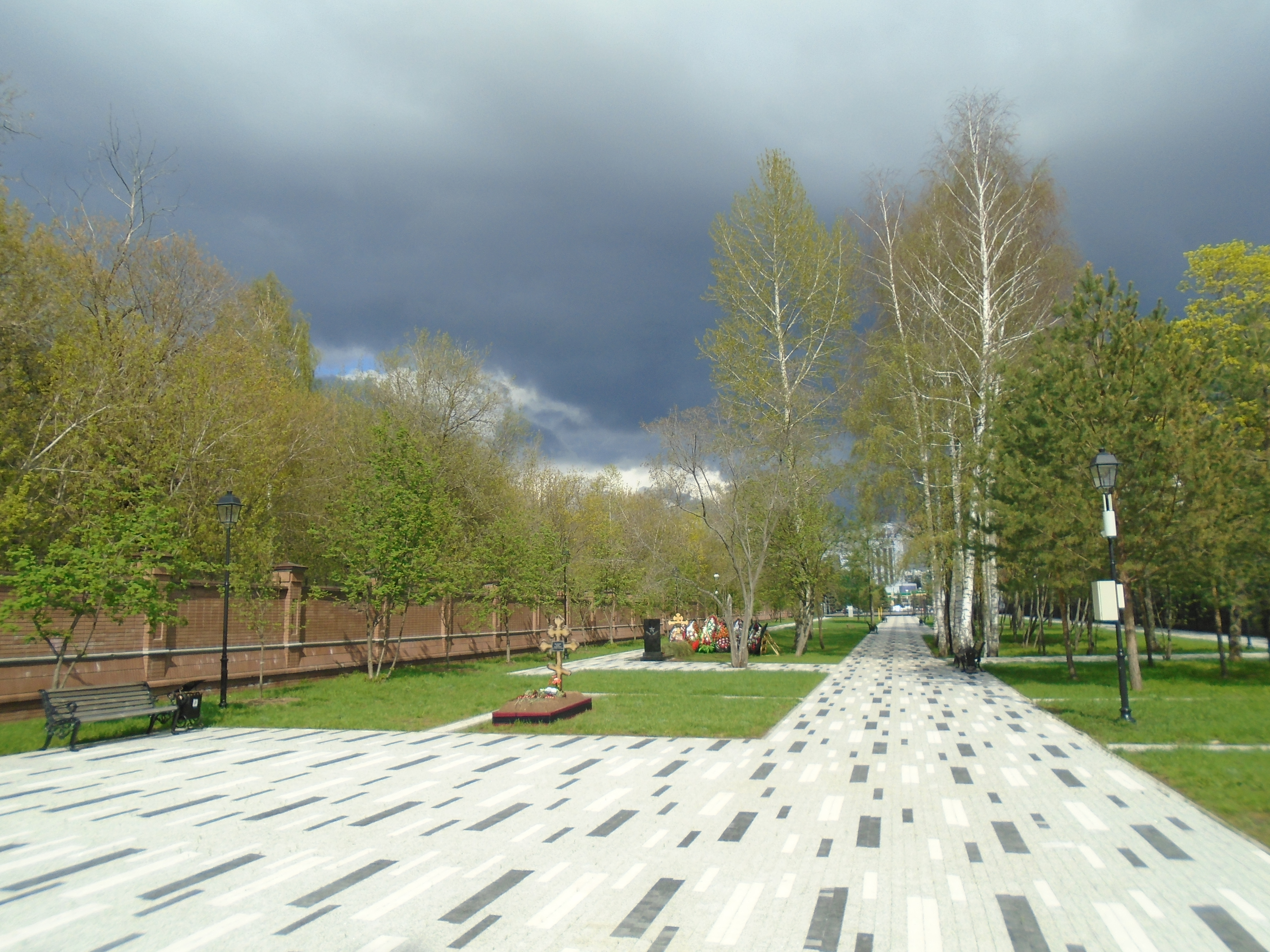
Мемориальный сквер

В 2018 году на проектирование сквера было выделено 2 миллиона 600 тысяч рублей, а в 2019 году на портале госзакупок появился тендер на инженерно-строительные работы по сооружению кладбища стоимостью 97 миллионов 300 тысяч рублей. В итоге, договор на проектные работы «предсказуемо выиграло» государственное унитарное предприятие «Татинвестгражданпроект», а строительством занялось ООО «Аркада Строй Универсал», уже неоднократно получавшее госконтракты. Земельный участок под мемориальный сквер был выделен Исполнительным комитетом города Казани, работы были завершены в конце 2019 года.
Первым похороненным в сквере в 2020 году стал последний татарстанский Герой Советского Союза Б. К. Кузнецов. Согласно казанскому управлению по организации ритуальных услуг, захоронение в сквере осуществляется «на основании решения межведомственной комиссии с учетом особых заслуг умершего перед обществом и государством», тогда как в исполкоме Казани указывали, что погребение осуществляется по ходатайствам государственных и общественных учреждений и организаций, а также с учётом пожелания родственников умершего и его такового прижизненного волеизъявления. Несмотря на отсутствие мест на Арском кладбище, в официальных сообщениях о похороненных в мемориальном сквере указывалось, что они погребены именно на Арском, а начиная с 2021 года власти перестали употреблять формулировку мемориальный сквер, заявив о том, что тот «является частью Арского кладбища и не требует отдельной таблички».

## Инфраструктура
Площадь мемориального сквера составляет 0,99 гектара, он протянулся на 360 метров вдоль улицы Ершова и Арского кладбища. Обнесён декоративным ограждением со входной группой, на территории находятся скамейки для посетителей, установлены камеры видеонаблюдения, а зона сквера покрыта сетью Wi-Fi. Кладбище рассчитано на 600 мест для захоронения размером 2,2 на 3 метра. Намогильные ограды предусмотрены не выше 0,3 метра. Мемориальный сквер имеет статус историко-мемориального кладбища, а погребение предусмотрено для людей разного вероисповедания.

## Похороненные
1. Кузнецов, Борис Кириллович (1925—2020) — Герой Советского Союза, полковник, участник Великой Отечественной войны[19].
2. Динниулов, Дамир Равильевич (1962—2021) — генерал-майор, заместитель министра внутренних дел по Республике Татарстан (2002—2018)[20].
3. Вазанов, Андрей Юрьевич (1962—2022) — генерал-майор, заместитель министра внутренних дел по Республике Татарстан (1999—2011)[21].
4. Козарь, Николай Федорович (1942—2023) — советник министра внутренних дел по Республике Татарстан (2006—2023)[22].
5. Нугуманов, Рафил Габтрафикович (1949—2024) — генерал-майор, депутат Государственного Совета Республики Татарстан (2009—2014)[23].

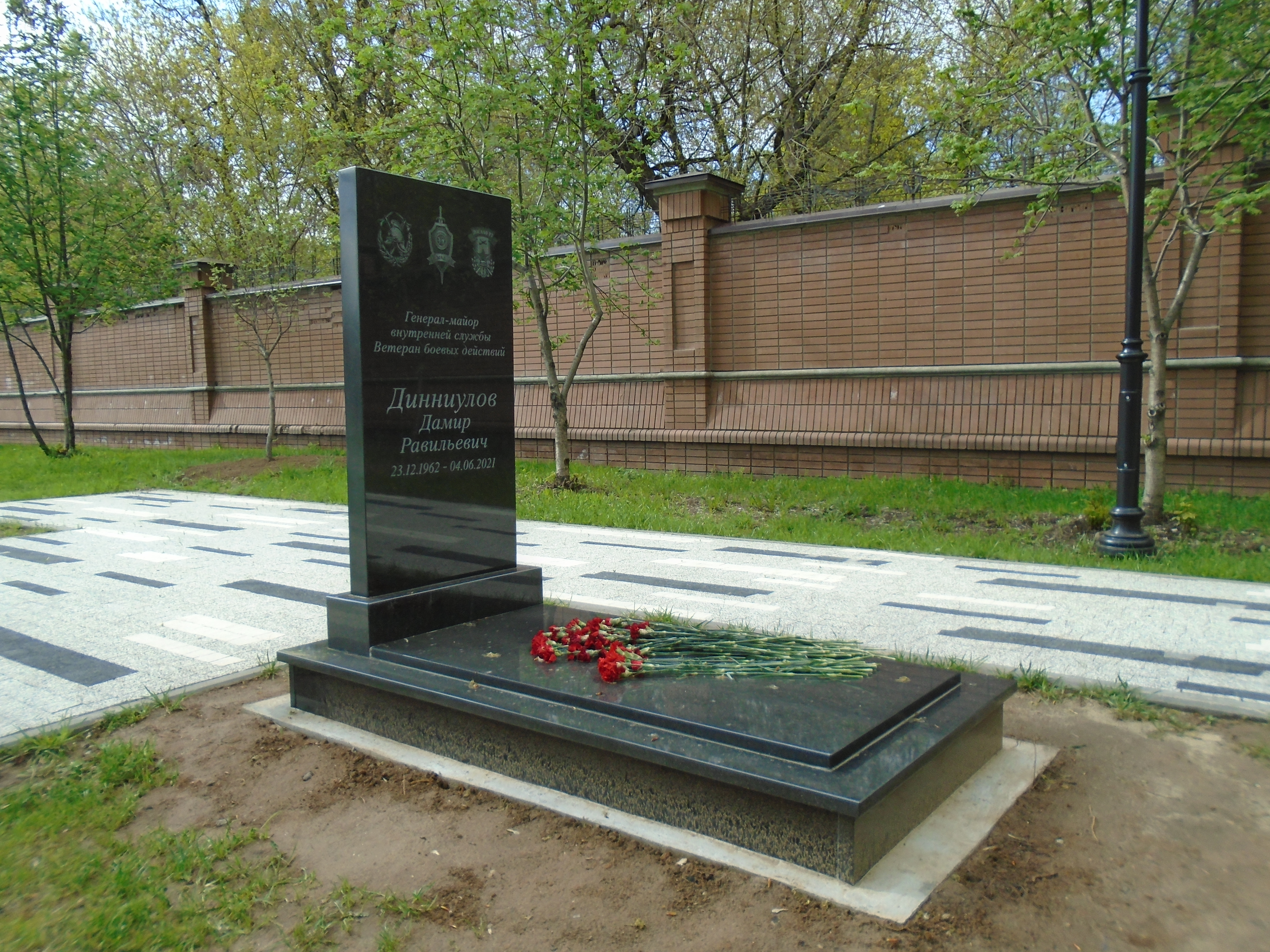
Могила Динниулова
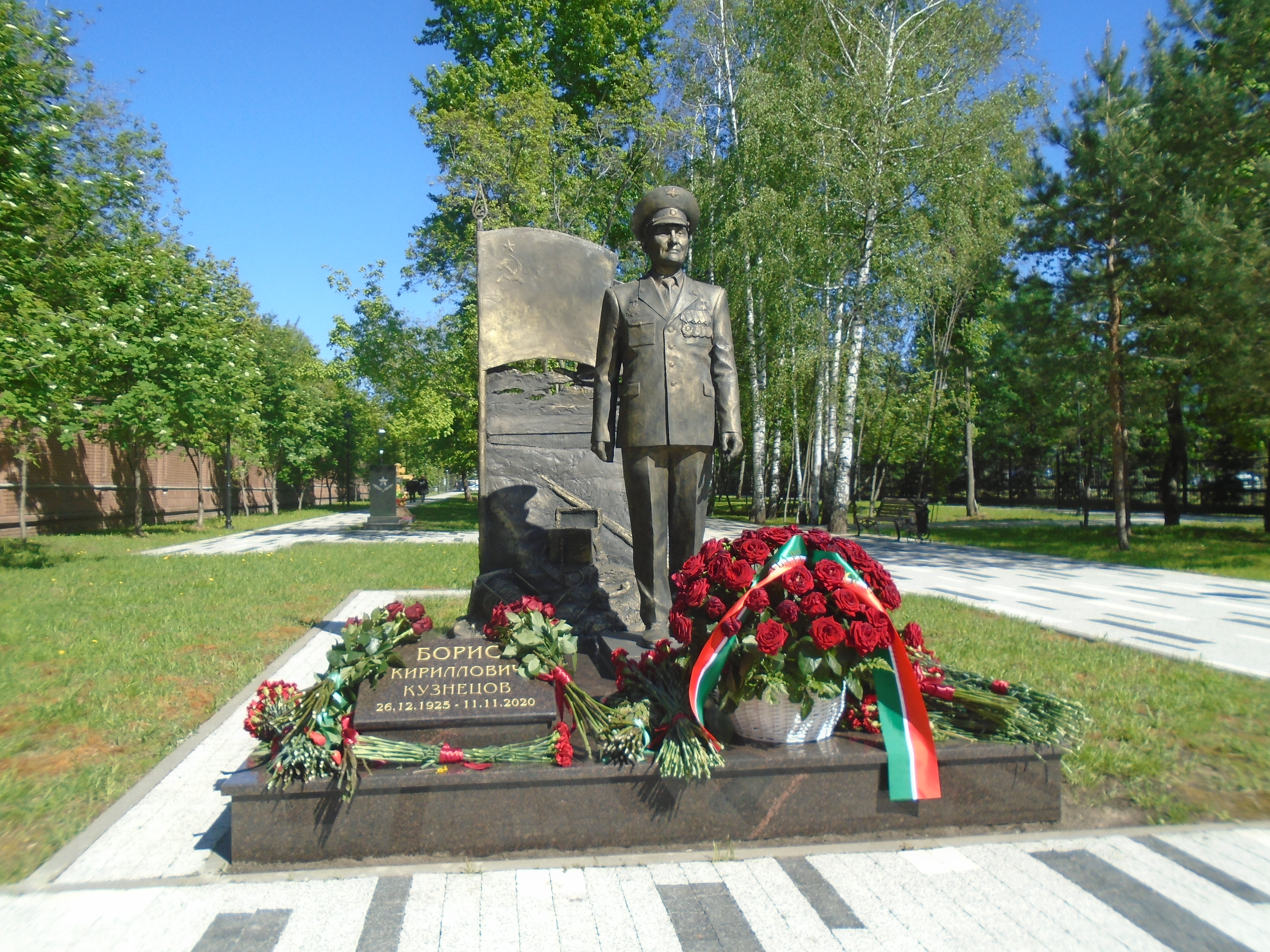
Могила Кузнецова
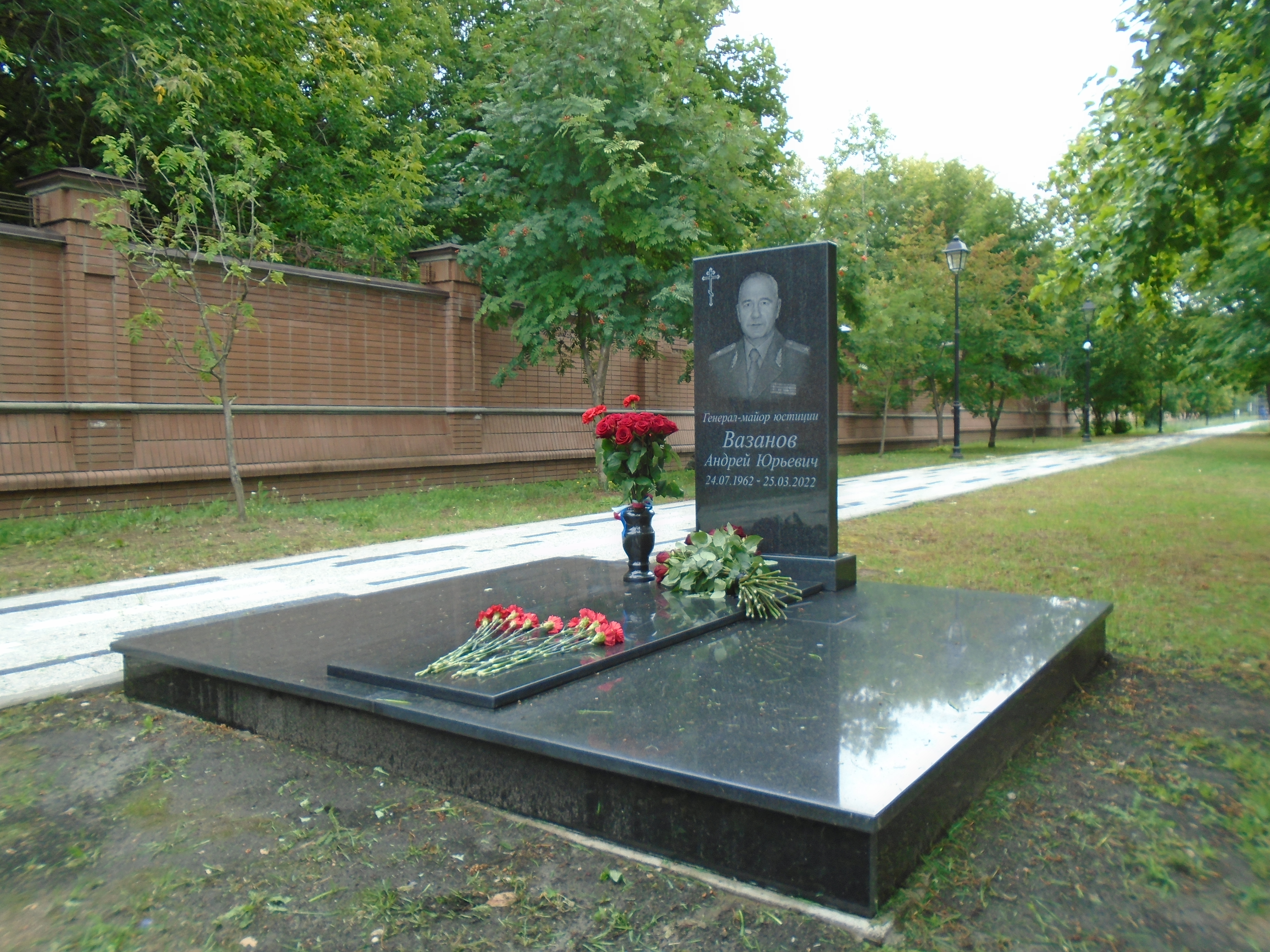
Могила Вазанова